# نشان شفا
نشان شفا نشان افتخار ویژه نیروهای مسلح جمهوری اسلامی ایران است برای امدادگرانی که به منظور حفظ جان نیروهای رزمنده خود را به خطر انداخته‌اند تعلق می‌گیرد.

## دریافت‌کنندگان

### نشان شفا ۱
- سرتیپ دوم پاسدار پزشک حسن عراقی زاده
- سرتیپ دوم پاسدار پزشک احمد عبداللهی قمی
- سرتیپ دوم پاسدار پزشک احمد اخوان مهدوی
- سرتیپ دوم پزشک محمدرضا حسینی
- سرتیپ دوم پزشک بهزاد موذنی
- دریادار دوم پزشک مصطفی مداح

### نشان شفا ۲
- سرتیپ دوم پزشک رامین حمیدی
- دریادار دوم پزشک محسن مرادی‌نیا

### نشان شفا ۳
- سرتیپ دوم پزشک شهروز ناصری
- سرتیپ دوم پزشک علیرضا رنجبر نائینی[۲][۳][۴]